# Erwin Panofsky
Erwin Panofsky (født 30. marts 1892 i Hannover, død 14. marts 1968 i Princeton, New Jersey) var en tysk-jødisk kunsthistoriker, som primært virkede i USA.
Panofsky regnes som faderen til den moderne akademiske forståelse af ikonografien, som han bl.a. benyttede i sine indflydelsesrige værker Renaissance and Renascences in Western Art og Early Netherlandish Painting. Sidstnævnte anses for at være Panofkys hovedværk.
Mange af Panofskys værker kan endnu købes, heriblandt Studies in Iconology: Humanist Themes in Art of the Renaissance (1939), Meaning in the Visual Arts (1955) og The Life and Art of Albrecht Dürer (1943). Panofkys akademiske virke fik stor indflydelse på humanistisk videnskab generelt, heriblandt hans tanker om brugen af historiske idéer og forestillinger i fortolkningen af kunstværker – og vice versa.

## Historie
Panofsky blev født ind i en velhavende, jødisk minedriftsfamilie fra Schlesien. Han blev født i Hannover, men voksede op i Berlin. I 1910 modtog han sin studentereksamen fra Joachimsthalsches Gymnasium. Fra 1910 til 1914 studerede han jura, filosofi, filologi og kunsthistorie på universiteterne i Freiburg, München og Berlin. Her hørte han bl.a. forelæsninger af kunsthistorikeren Margarete Bieber, som vikarierede for Georg Loeschcke.
Under sin studietid på Freiburg Universitet, tog den ældre studerende Kurt Badt ham med til en forelæsning af Wilhelm Vöge, som i sin tid havde grundlagt universitetets afdeling for kunsthistorie. Under Vöges vejledning skrev Panofsky i 1914 sin disputats om Dürers kunstteori, Dürers Kunsttheorie: Vornehmlich in Ihrem Verhaltnis zur Kunsttheorie der Italiener. Afhandlingen blev det følgende år udgivet i Berlin under titlen Die Theoretische Kunstlehre Albrecht Dürers. På grund af en rideulykke blev Panfofsky fritaget for militærtjeneste, og han kunne derfor bruge tiden under 1. verdenskrig på at gå til seminarer afholdt af middelalderforskeren Adolph Goldschmidt i Berlin.
Panofskys akademiske karriere som kunsthistoriker førte ham til universiteterne i Berlin, München og Hamborg. Han underviste på Hamborg Universitet fra 1920 til 1933. Det var i Hamborg-perioden, at han udgav sine første hovedværker om kunsthistorien. Et af hans tidlige virkes mest indflydelsesrige værker var bogen Idea: Ein Beitrag zur Begrifsgeschichte der älteren Kunsttheorie (1924), som tog udgangspunkt i Ernst Cassirers tanker.
Panofsky kom til USA i 1933 for at undervise på New York University. I begyndelsen fortsatte han også med at undervise i Hamborg, men efter den nazistiske magtovertagelse blev han på grund af sine jødiske rødder afskediget fra sin stilling i Tyskland. Panofsky slog sig herefter permanent ned i USA sammen med sin hustru, kunsthistorikeren Dorothea ”Dora” Mosse (1885-1965), som han havde giftet sig med i 1916.
Fra 1934 underviste Panofsky både på New York University og Princeton University. I 1935 blev han ansat på det nyoprettede Institute for Advanced Study i Princeton, New Jersey. Her forblev Panofsky resten af sin akademiske karriere. Siden 1999 har et af institutkomplekets stræder heddet ”Panofsky Lane”.
Panofsky var medlem af American Academy of Arts and Sciences, British Academy samt en lang række andre videnskabelige selskaber. I 1954 blev han udenlandsk medlem af Det Kongelige Nederlandske Videnskabernes Selskab. I 1962 modtog han Haskins-medaljen fra Medieval Academy of America. Fra 1947 til 1948 var Panofsky såkaldt Charles Eliot Norton-professor ved Harvard University. Hans gæsteforelæsninger som Charles Eliot Norton-professor blev senere udgivet i bogen Early Netherlandish Paintings.
Panofsky er især kendt for sine teorier om symboler og ikonografi i kunsten. Panofsky menes at være den første, som forsøgte at fortolke Jan van Eycks Arnolfinis bryllup (1534) som andet end en åbenlys repræsentation af en bryllupsceremoni. Det forsøgte han først i en artikel fra 1934 og senere i bogen Early Netherlandish Paintings fra 1953. Panofsky mente, at van Eyck-portrættet også skulle ses som en visuel kontrakt, der bevidnede det repræsenterede ægteskab. Panofsky identificerede således en overflod af skjulte symboler, der alle hentyder til det ægteskabelige sakramente. Mange har siden sået tvivl om denne udlægning, men Panofskys tanker om ”skjulte” eller ”forklædte” symboler præger stadig i høj grad den kunsthistoriske forståelse den nederlandske renæssancekunst.
Tilsvarende indeholder Panofskys store bogværk om Dürer også omfattende ”symbolske” analyser af kobberstikkene Ridder, død og djævel (1513) og Melankolien I (1514).
Panofsky var nær ven af de to fysikere Wolfgang Pauli og Albert Einstein. Hans yngste søn, Wolfgang K. H. Panofsky, blev en berømt fysiker, som specialiserede sig i arbejdet med partikelacceleratorer. Hans ældste søn, Hans A. Panofsky, blev en hæderkronet meteorolog, som bl.a. underviste ved Pennsylvania State University i mere end 30 år. Wolfgang Panofsky har senere fortalt, at hans far plejede at kalde sine to sønner for ”meine Beiden Klempner” (”mine to blikkenslagere”). I 1973 blev Panofsky efterfulgt som professor ved Institute for Advanced Study af Irving Lavin.

## Akademiske arbejde

### Kunstens tre motiver
I Studies in Iconology redegør Panofsky for sine tanker om kunstværkets tre motiver:
- Primære eller naturlige motiv: Den mest grundlæggende forståelse af værket. Dette lag består udelukkende af kunsthistorikerens umiddelbare opfattelse af værket. Et eksempel på dette kunne være et maleri af Den sidste nadver. På det første betydningstrin forstår kunsthistorikeren kun, at det er maleri af 13 mænd rundt om et bord. Det første betydningslag er vores mest grundlæggende forståelse af værket og er således blottet for enhver form for kulturel viden.
- Sekundære eller konventionelle motiv (ikonografi): På det andet betydningstrin udvider kunsthistorikeren sin forståelse af værket ved at bringe sin kulturelle og ikonografiske viden i spil. Den vestlige beskuer vil for eksempel forstå, at et maleri af 13 mænd rundt om et bord er en repræsentation af Den sidste nadver. Tilsvarende vil den vestlige beskuer sandsynligvis fortolke maleriet af en glorificeret mand med en løve som en afbildning af evangelisten Markus.
- Tertiære eller iboende motiv (ikonologi): På dette betydningstrin bringer kunsthistorikeren kunstnerens personlige, tekniske og kulturelle historie i spil. Med det tredje betydningslag ser han altså ikke længere på værket som en isoleret tilfældighed, men som et produkt skabt af og i en historisk kontekst. På dette trin kan kunsthistorikeren stille spørgsmål som: ”Hvorfor valgte kunstneren at repræsentere Den sidste nadver på netop denne måde?” eller "Hvorfor var Markus så vigtig en helgen for den kunde, som bestilte dette værk?” Det tredje fortolkningslag er altså en syntese, hvor kunsthistorikeren spørger sig selv: ”Hvad betyder alt det her?”

## Værker
- Idea: A Concept in Art History (1924)
- Perspective as Symbolic Form (1927)
- Studies in Iconology (1939)
- The Life and Art of Albrecht Dürer (1943)
- Abbot Suger on the Abbey Church of St.-Denis and its Art Treasures (1946). Baseret på Norman Wait Harris-forelæsningerne ved Northwestern University i 1938
- Gothic Architecture and Scholasticism (1951)
- Early Netherlandish Painting: Its Origins and Character (1953). Baseret på Charles Eliot Norton-forelæsningerne ved Harvard University i perioden 1947-48
- Meaning in the Visual Arts (1955)
- Pandora's Box: The Changing Aspects of a Mythical Symbol (1956). Skrevet i samarbejde med Dora Panofsky
- Renaissance and Renascences in Western Art (1960)
- Tomb Sculpture: Four Lectures on Its Changing Aspects from Ancient Egypt to Bernini (1964)
- Saturn and Melancholy: Studies in the History of Natural Philosophy, Religion, and Art (1964). Skrevet i samarbejde med Raymond Klibansky og Fritz Saxl
- Problems in Titian, mostly Iconographic (1969)
- Three Essays on Style (1955, red. Irving Lavin): "What is Baroque?", "Style and Medium in the Motion Pictures", "The Ideological Antecedents of the Rolls-Royce Radiator"